# Puccinia similis
Puccinia similis ist eine Ständerpilzart aus der Ordnung der Rostpilze (Pucciniales). Der Pilz ist ein Endoparasit der Korbblütlergattungen Artemisia und Tanacetum. Symptome des Befalls durch die Art sind Rostflecken und Pusteln auf den Blattoberflächen der Wirtspflanzen. Sie ist im Westen der USA verbreitet.

## Merkmale

### Makroskopische Merkmale
Puccinia similis ist mit bloßem Auge nur anhand der auf der Oberfläche des Wirtes hervortretenden Sporenlager zu erkennen. Sie wachsen in Nestern, die als gelbliche bis braune Flecken und Pusteln auf den Blattoberflächen erscheinen.

### Mikroskopische Merkmale
Das Myzel von Puccinia similis wächst wie bei allen Puccinia-Arten interzellulär und bildet Saugfäden, die in das Speichergewebe des Wirtes wachsen. Ihre Spermogonien und Aecien sind unbekannt. Die beidseitig wachsenden Uredien des Pilzes sind zimtbraun. Ihre hell zimt- oder goldbraunen Uredosporen sind 28–35 × 23–26 µm groß, zumeist eiförmig bis breitellipsoid und stachelwarzig. Die beidseitig und an Stängeln wachsenden Telien der Art sind schwarzbraun, kompakt und unbedeckt, sie besitzen goldene Paraphysen. Die tief goldenen bis klar kastanienbraunen Teliosporen sind zweizellig, in der Regel langellipsoid und 44–56 × 23–28 µm groß. Ihre Stiele sind farblos und bis zu 175 µm lang.

## Verbreitung
Das bekannte Verbreitungsgebiet von Puccinia similis reicht von New Mexico und North Dakota bis an die US-Pazifikküste.

## Ökologie
Die Wirtspflanzen von Puccinia similis sind verschiedene Artemisia und Tanacetum-Arten. Der Pilz ernährt sich von den im Speichergewebe der Pflanzen vorhandenen Nährstoffen, seine Sporenlager brechen später durch die Blattoberfläche und setzen Sporen frei. Die Art durchläuft einen Entwicklungszyklus, von dem bislang nur Telien und Uredien sowie deren Wirt bekannt sind; Spermogonien und Aecien konnten ihr nicht zugewiesen werden.